# 威廉斯角 (維多利亞地)
70°30′S 164°9′E / 70.500°S 164.150°E
威廉斯角（英語：Cape Williams）是南極洲的海岬，位於維多利亞地，處於利利冰川終點東面，在1911年2月由英國南極探險隊發現，現時由南極條約體系管理。